# Montgeroult
Montgeroult ist eine französische Gemeinde mit 350 Einwohnern (Stand: 1. Januar 2022) im Département Val-d’Oise in der Region Île-de-France; sie gehört zum Arrondissement Pontoise und zum Kanton Pontoise (bis 2015: Kanton Vigny). Die Einwohner werden Montgeroldiens genannt.

## Geographie
Montgeroult liegt in der Landschaft Vexin français, etwa sieben Kilometer westnordwestlich von Pontoise und etwa 35 Kilometer nordwestlich von Paris. Umgeben wird Montgeroult von den Nachbargemeinden Cormeilles-en-Vexin im Norden, Boissy-l’Aillerie im Osten, Puiseux-Pontoise im Süden und Südosten, Courcelles-sur-Viosne im Süden sowie Ableiges im Westen.
Das gesamte Gemeindegebiet gehört zum Regionalen Naturpark Vexin français.

## Bevölkerungsentwicklung
| Jahr                      | 1962 | 1968 | 1975 | 1982 | 1990 | 1999 | 2006 | 2013 |
| Einwohner                 | 314  | 332  | 316  | 297  | 347  | 411  | 423  | 395  |
| Quelle: Cassini und INSEE |      |      |      |      |      |      |      |      |

## Sehenswürdigkeiten
Siehe auch: Liste der Monuments historiques in Montgeroult
- Kirche Notre-Dame-de-l'Assomption, um 1070 begründet, Monument historique seit 1941
- Schloss Montgeroult mit Park aus dem 17. Jahrhundert, seit 1958/1977 Monument historique
- Waschhaus

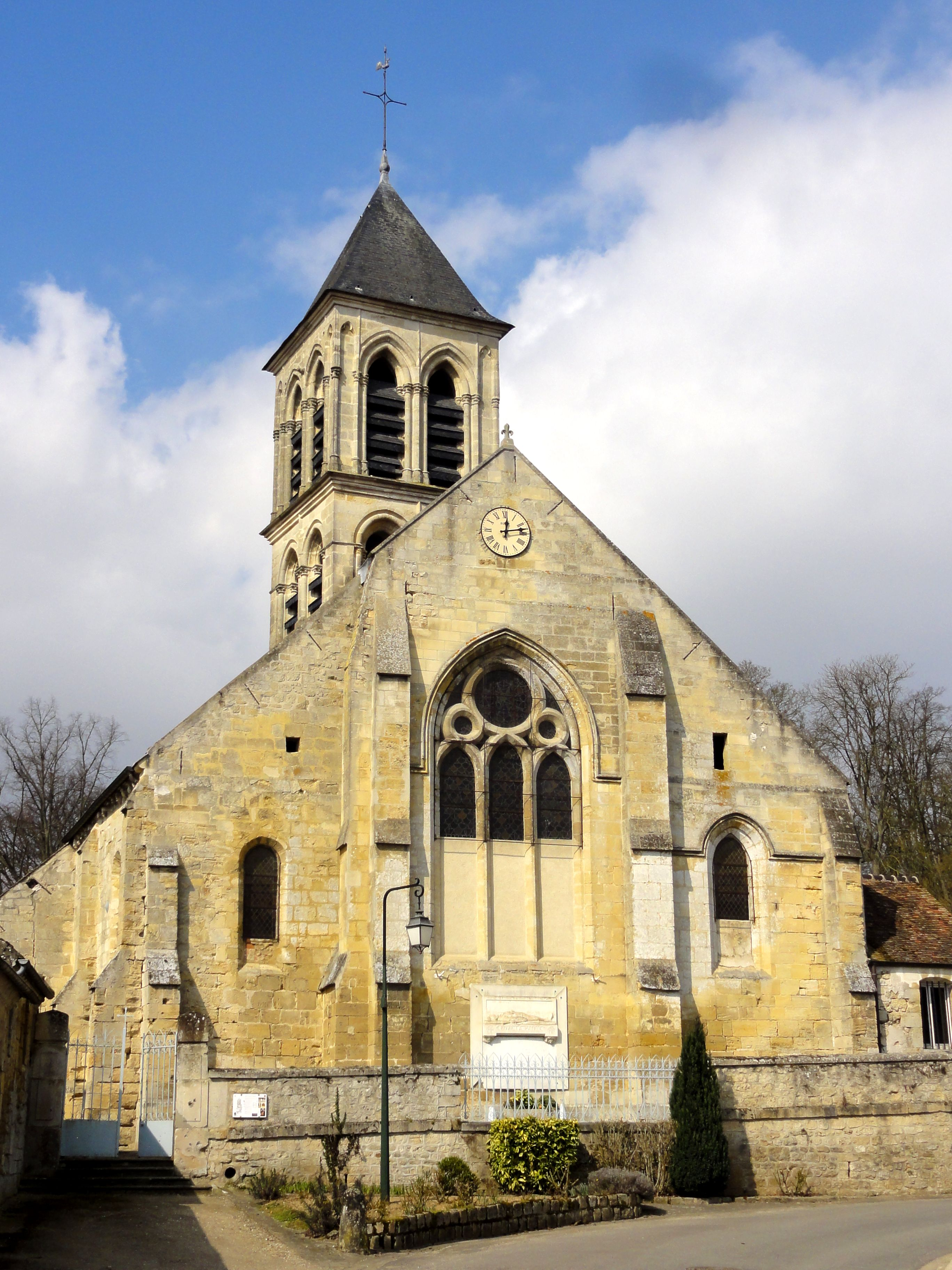
Kirche Notre-Dame-de-l'Assomption
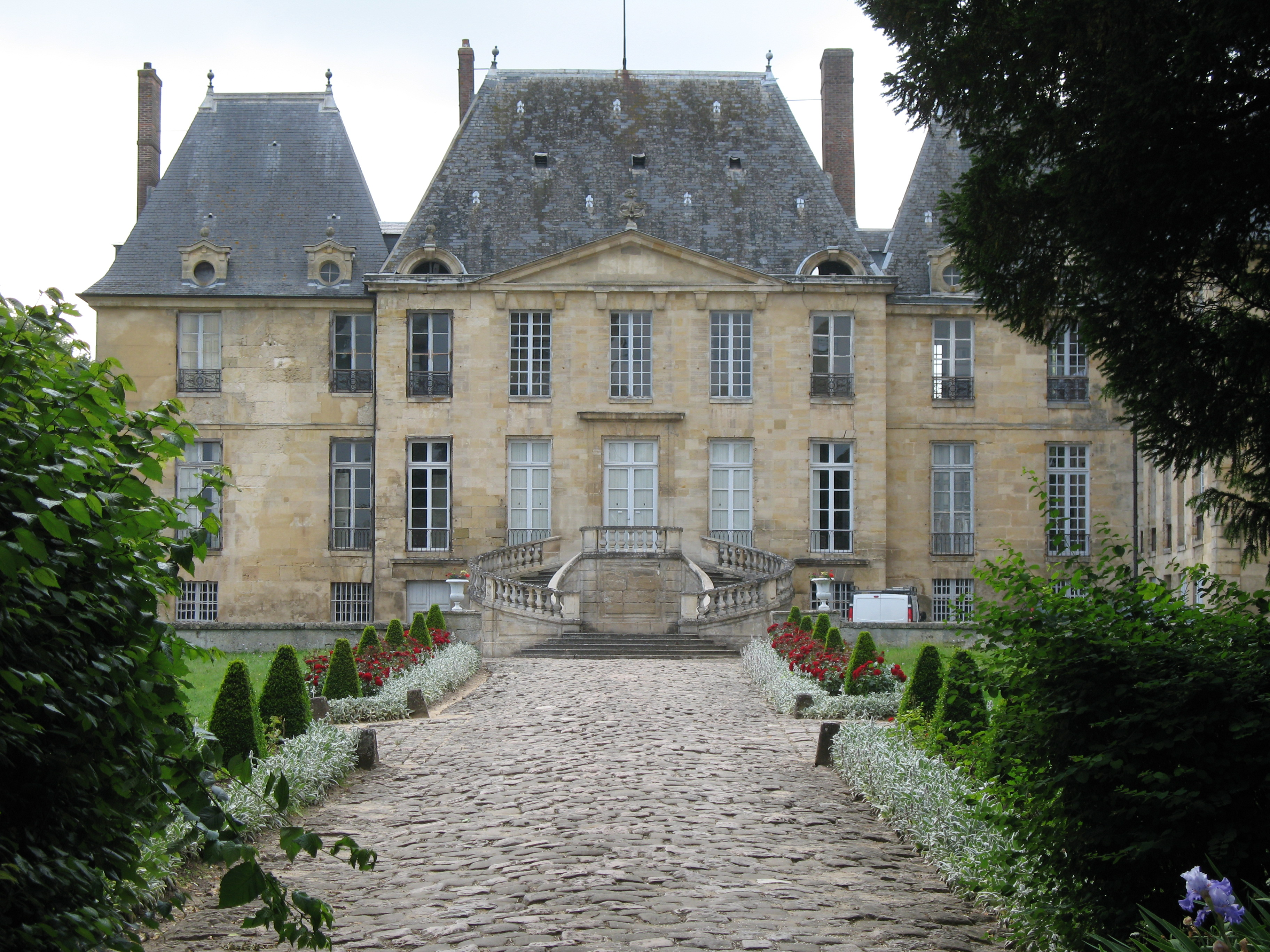
Schloss Montgeroult